# Морава, Грег
Грегори Юджин (Грег) Морава (англ. Gregory Eugene (Greg) Morava; род. 9 февраля 1959, Чикаго, Иллинойс) — американский гандболист, полевой игрок. Участник летних Олимпийских игр 1984 года, чемпион Панамериканских игр 1987 года.

## Биография
Грег Морава родился 9 февраля 1959 года в американском городе Чикаго.
Учился в средней школе Мэн-Уэст в городе Дес-Плейнс, занимался здесь футболом и бегом.
В 1976 году начал играть в гандбол. Выступал за чикагский «Чи Таун».
В 1984 году вошёл в состав сборной США по гандболу на летних Олимпийских играх в Лос-Анджелесе, занявшей 9-е место. Играл в поле, провёл 3 матча, мячей не забрасывал.
В 1986 году завоевал серебряную медаль гандбольного турнира Игр доброй воли в Москве.
В 1987 году завоевал золотую медаль гандбольного турнира Панамериканских игр в Индианаполисе.
По окончании игровой карьеры стал тренером. Был главным тренером сборной США.